# Norman Lessing
Norman Lessing (Nova York, 24 de juny de 1911 – Santa Monica, Califòrnia, 22 d'octubre de 2001), fou un guionista i productor de televisió, dramaturg, mestre i escriptor d'escacs estatunidenc.

## Biografia
Lessing es va criar a Nova York, on hi va jugar molt als escacs quan era jove, assolint una força de mestre nacional. Fou cocampió del campionat de l'estat de Nova York als 19 anys, el 1930 a Utica, amb 6½/8 (empatat amb Anthony Santasiere). Acostumava a jugar a l'«Stuyvesant Chess Club», a la baixa east side de Manhattan. Va guanyar el campionat del Santa Monica Chess Club de 1967, i l'obert sènior dels Estats Units del mateix any, moment en el qual tenia un rating Elo estatunidenc de 2207. Durant els 1960 va vèncer en la categoria sènior diversos cops a l'American Open i el National Open.
Lessing va escriure activament per a la televisió, des dels seus inicis el 1950 a Nova York, i es va mudar a Califòrnia per continuar-hi la seva carrera fins al 1979. Va escriure guions per a sèries de televisió molt populars com ara Hawaii Five-O, The Fugitive, Lost in Space, Bonanza, The Nurses, The FBI, Baretta, Cannon, Dragnet, Eight is Enough, Shirley Temple's Storybook, The Adventures of Ellery Queen, i The Man from U.N.C.L.E..
Lessing, conjuntament amb el Mestre Internacional Anthony Saidy, va escriure el llibre The World of Chess, publicat el 1974 per Random House. Aquest llibre, que ha estat titllat com un dels millors llibres d'escacs de sobretaula, conté moltes fotografies de jugadors d'escacs d'elit històrics, fotos de peces d'escacs exòtiques, i moltes històries narrades per cada autor sobre les seves experiències en el món dels escacs.
Va morir als 90 anys, degut a les complicacions de la seva malaltia de Parkinson. En el moment de la seva mort, Lessing estava treballant en un llibre sobre les seves experiències en escacs, que s'havia de titular The Stuyvesant Chess Club.